# بران استودیوز
بران استودیوز (انگلیسی: Bron Studios؛ نوشته‌شده به‌صورت BRON) یک شرکت فیلم‌سازی کانادایی مستقر در بریتیش کلمبیا است که متعلق به شرکت رسانه‌ای بران است. تولیدات قابل توجه این شرکت عبارتند از: جوکر، بامب‌شل، کوئین و اسلیم، سگ تازی، یهودا و مسیح سیاه، مول، سرسپردگان، رومن جی. ایزریل، وکیل دادگستری، بی‌سکان، به من خوش آمدی، خانواده آدامز، ویلابی‌ها و شکارچیان روح: افترلایف.

## فیلم‌شناسی

### بران استودیوز
- پارادوکس (۲۰۱۰)[۳]
- جابرواک (۲۰۱۱)
- سرزمین همیشگی (۲۰۱۱)[۴]
- به من اعتماد کن (تولید مشترک) (۲۰۱۳)[۵]
- یک شلیک (۲۰۱۳)[۶]
- هیولاهای توانا در عید ترسناک (۲۰۱۳)[۷]
- هیولاهای توانا در هالووین ویران (۲۰۱۳)[۷]
- بی‌سکان (۲۰۱۴)[۸]
- به من خوش آمدید (۲۰۱۴)[۹]
- بگو (۲۰۱۴)
- هیولاهای توانا در شوخی برای خاطرات (۲۰۱۵)[۷]
- من نور را دیدم (۲۰۱۵)[۱۰][۱۱][۱۲]
- درون جنگل (۲۰۱۵)[۱۳][۱۴]
- چمن‌زار (۲۰۱۵)
- منطقه بدون رانش (۲۰۱۵)[۱۵][۱۶]
- ویرانه (۲۰۱۵)[۱۷]
- جاده کفتار (۲۰۱۵)
- ایتاکا (۲۰۱۵)
- تولد یک ملت (۲۰۱۶)
- خبرنگاران ویژه (۲۰۱۶)
- اونا (۲۰۱۶)
- پاکسازی (۲۰۱۶)[۱۸][۱۹]
- فلسفه فیل (۲۰۱۷)
- بئاتریز به وقت شام (۲۰۱۷)
- توقفگاه (۲۰۱۷)
- موازی (۲۰۱۸)
- والدین مست (۲۰۱۸)
- ردی به جا نگذار (۲۰۱۸)
- هیولا (۲۰۱۸)
- چشم‌انداز (۲۰۱۸)
- غبار (۲۰۱۸)
- تالی (۲۰۱۸)
- جاسوسی که از من روی برگرداند (۲۰۱۸)
- بلبل (۲۰۱۸)0
- یک لطف ساده (۲۰۱۸)
- رقیب پیشتاز (۲۰۱۸)
- ملت ترور (۲۰۱۸)[۲۰]
- سرسپردگان (۲۰۱۸)[۱][۲]
- استراحتگاه غواصی دریای سرخ (۲۰۱۹)[۲۱]
- بامب‌شل (۲۰۱۹)
- ویلابی‌ها (۲۰۲۰)[۲۲]
- کاپون (۲۰۲۰)
- تکه‌های یک زن (۲۰۲۰)[۲۳]
- کسانی که آرزوی مرگ مرا می‌کنند (۲۰۲۱)[۲۴]
- مرد میمونی (۲۰۲۲)
- بازمانده (۲۰۲۱)
- دفترچه خاطراتی برای جردن (۲۰۲۱)[۲۵]
- انفرادی (تاریخ نامشخص)[۲۶]
- احاطه‌شده (تاریخ نامشخص)[۲۷]
- ایکس (۲۰۲۲)[۲۸]
- تدی (تاریخ نامشخص)